# Литвинов-Мосальский, Василий Семёнович
Князь Василий Семёнович Мосальский по прозванию Литвин  — голова, стольник и наместник во времена правления Ивана IV Васильевича Грозного, Фёдора Ивановича, Бориса Годунова и Смутное время.
Из княжеского рода Мосальские. Вместе с братом князем Иваном Семёновичем по прозванию Литвин является родоначальником российской ветви княжеского рода Литвиновы-Мосальские. Старший сын подданного Великого княжества Литовского князя Семёна Михайловича Литвинова-Мосальского. Имел братьев, князей: в 1549 году голова в шведском походе — князя Ивана Семёновича и в 1558 году воеводу в Карачеве — князя Михаила Семёновича.

## Биография
В октябре 1551 года записан шестьдесят первым в третью статью московских детей боярских. В этом же году девяносто седьмой голова в Государевом полку в походе к Полоцку.
В ноябре 1553 года на свадьбе казанского царя Симеона Касаевича с Марией Андреевной Кутузовой-Клеопиной был двадцать первым в свадебном поезде.
В марте 1562 году упоминается в поручной записи по князю Ивану Дмитриевичу Бельскому в его верности.
В 1565-1566 годах наместник в Ряжском городке. И в этих же годах упоминается наместником в Бежецке.
В 1566 году участвует в Земском соборе и подписывается в ответной грамоте полякам о продолжении войны.

## Семья
От брака с неизвестной имел детей:
- Князь Литвинов-Мосальский Василий Васильевич — воевода и казначей.
- Князь Литвинов-Мосальский Михаил Васильевич — в 1566 году воевода в Карачеве, женат на Марии Ивановне №.
- Князь Литвинов-Мосальский Иван Васильевич — в 1556 году упоминается в поручной записи по князю Ивану Дмитриевичу Бельскому.

## Критика
М.Г. Спиридов, несмотря на то, что указывает князя Василия Семёновича Литвина одним из родоначальников князей Литвиновы-Мосальские — показывает его бездетным.
Н.Е. Бранденбург, А.Б. Лобанов-Ростовский в "Русской родословной книге" и П.Н. Петров в "Истории родов русского дворянства" показывает трёх выше обозначенных сыновей.
Н.Е. Бранденбург в своём труде указывает, что князь Василий Семёнович в мае 1613 года, находясь уже в преклонном возрасте, подписался в чине стольника в грамоте по избранию на российский престол царя Михаила Фёдоровича, что вызывает сомнение, так как на это время ему было бы около 80 лет.